# Stanovení počtu chaetomií
Stanovení počtu chaetomií je metoda k určení biologické stability Jedná se o růstový test s houbou Chaetomium gracile Udagawa rostoucí na agarové půdě s přísadou rozemletého vzorku odpadů, kompostů či kalů. Nezralé materiály poskytují vysoké hodnoty počtu chaetomií (více než 2000). Koncem intenzivní fáze rozkladu (odbourávání) se získávají většinou nízké hodnoty, které u zralého kompostu nesmí přesahovat 300 (anonym, 1970). V současné době se tento test v České republice nepoužívá.